# Manglares de Alvarado
Los Manglares de Alvarado (WWF ID: NT1401) son una ecorregión que cubre una serie de áreas de manglares a lo largo de la costa del Golfo de México de los estados de Tamaulipas y Veracruz en México. son los manglares más septentrionales del golfo occidental. Las extensiones más grandes de manglares se encuentran en las desembocaduras de los ríos y las lagunas costeras cercanas.

## Ubicación y descripción
Los manglares de Alvarado se forman en grandes áreas en las desembocaduras de los ríos donde el agua dulce del interior se mezcla con el agua salada del Golfo en proporciones que brindan una ventaja a las especies de manglares tolerantes a la sal. Dependiendo de las condiciones locales, los manglares en esta ecorregión pueden ocurrir desde la frontera de Estados Unidos con México en el norte, hasta la frontera entre el estado de Veracruz y Tabasco, 1,000 km al sur. Los manglares en esta área son los más al norte y se caracterizan por niveles más altos de agua dulce que los más al sur.
Los sitios de manglares más grandes son (de norte a sur):
- Altamira, una ciudad portuaria al norte de Tampico, se encuentra en una laguna costera que conecta los estuarios de varios ríos por 50 km al norte.
- Río Tamesí, río que ingresa al Golfo en la ciudad de Tampico, sostiene manglares por 60 km aguas arriba de la costa.
- Río Pánuco, otro río importante que ingresa al Golfo en Tampico.
- Laguna de Tamiahua, una larga ensenada detrás del Cabo Roja, que comienza a unos 50 km al sur de Tampico. La laguna es un humedal RAMSAR de importancia internacional.[4] Justo al sur de la laguna se encuentra la desembocadura del río Pantepec y río Tuxpan.
- Río Tecolutla, un estuario fluvial con ensenadas costeras y lagunas que se extienden 30 km al norte y al sur de la desembocadura del río.
- Laguna de Alvarado, en la desembocadura del río Papaloapan. La laguna es un humedal RAMSAR de importancia internacional.[5]
- Laguna de Sontecomapan, humedal RAMSAR de importancia internacional.[6]
- Río Coatzacoalcos, que ingresa al Golfo en la ciudad de Coatzacoalcos.

## Clima
El clima de la ecorregión es clima tropical de sabana - invierno seco (clasificación climática de Köppen (Aw)). Este clima se caracteriza por temperaturas relativamente uniformes durante todo el año y una estación seca pronunciada. El mes más seco tiene menos de 60 mm de precipitación y es más seco que el mes promedio. El verano es la temporada de lluvias y las precipitaciones oscilan entre los 1.200 y los 2.500 mm/año.

## Flora y fauna
Las especies de árboles de mangle más comunes son el mangle rojo (Rhizophora mangle), que puede alcanzar los 17 metros de altura y se encuentra típicamente a lo largo de los márgenes de los canales con otras especies de Rhizophora, el mangle negro (Avicennia germinans) y el mangle blanco (Laguncularia racemosa). Las epífitas son comunes y una planta asociada común es el helecho de cuero dorado (Acrostichum aureum).
Las aves características de la zona incluyen el tucán piquiverde (Ramphastos sulfuratus), el solitario norteño (Myadestes townsendi), la garza tigre (Tigrisoma mexicanum), la garza tricolor (Egretta tricolor), la garceta rojiza (Egretta rufescens), el jabirú (Jabiru mycteria), la cigüeña de cabeza pelada (Mycteria americana), el milano tijereta (Elanoides forficatus), el aguilucho negro (Buteo albonotatus), el martín pescador amazónico (Chloroceryle amazona) y la reinita protonotaria (Protonotaria citrea).

## Áreas protegidas
Existen áreas oficialmente protegidas en las áreas de manglares más grandes, incluidos los sitios RAMSAR:
- Laguna de Tamiahua.[4]
- Sistema Lagunar Alvarado.[5]
- Manglares y humedales de la Laguna de Sontecomapan.[6]